# Badongo
Ne doit pas être confondu avec Badnongo ou Badnogo.
Badongo est une localité située dans le département de Pô de la province du Nahouri dans la région Centre-Sud au Burkina Faso.

## Santé et éducation
Le centre de soins le plus proche de Badongo est le centre médical (CM) de Pô.
Le village possède une école primaire publique.